# Mazax xerxes
Mazax xerxes là một loài nhện trong họ Corinnidae.
Loài này thuộc chi Mazax. Mazax xerxes được miêu tả năm 1969 bởi Reiskind.